# 水洞駅 (咸鏡南道)
水洞駅（スドンえき、朝鮮語: 수동역）は、朝鮮民主主義人民共和国咸鏡南道水洞郡にある駅で、高原炭鉱線に属する。 

## 隣の駅
高原炭鉱線
屯田駅 - 水洞駅 - 徳寺駅